# Chamarel
Chamarel ist ein kleiner, im Südwesten von Mauritius gelegener Ort mit etwa 700 Einwohnern, der für die in seiner Umgebung liegenden Naturschönheiten bekannt ist. Er ist nach dem Franzosen Charles Antoine de Chazal de Chamarel benannt, der um 1800 hier lebte.

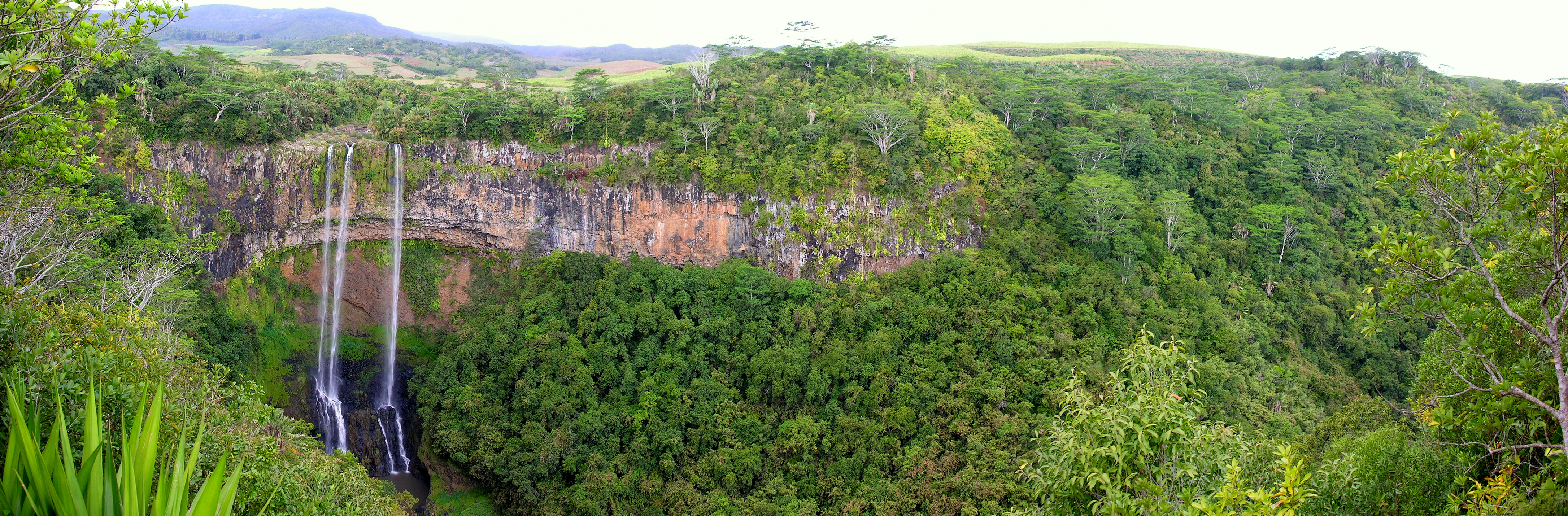
Chamarel-Wasserfall

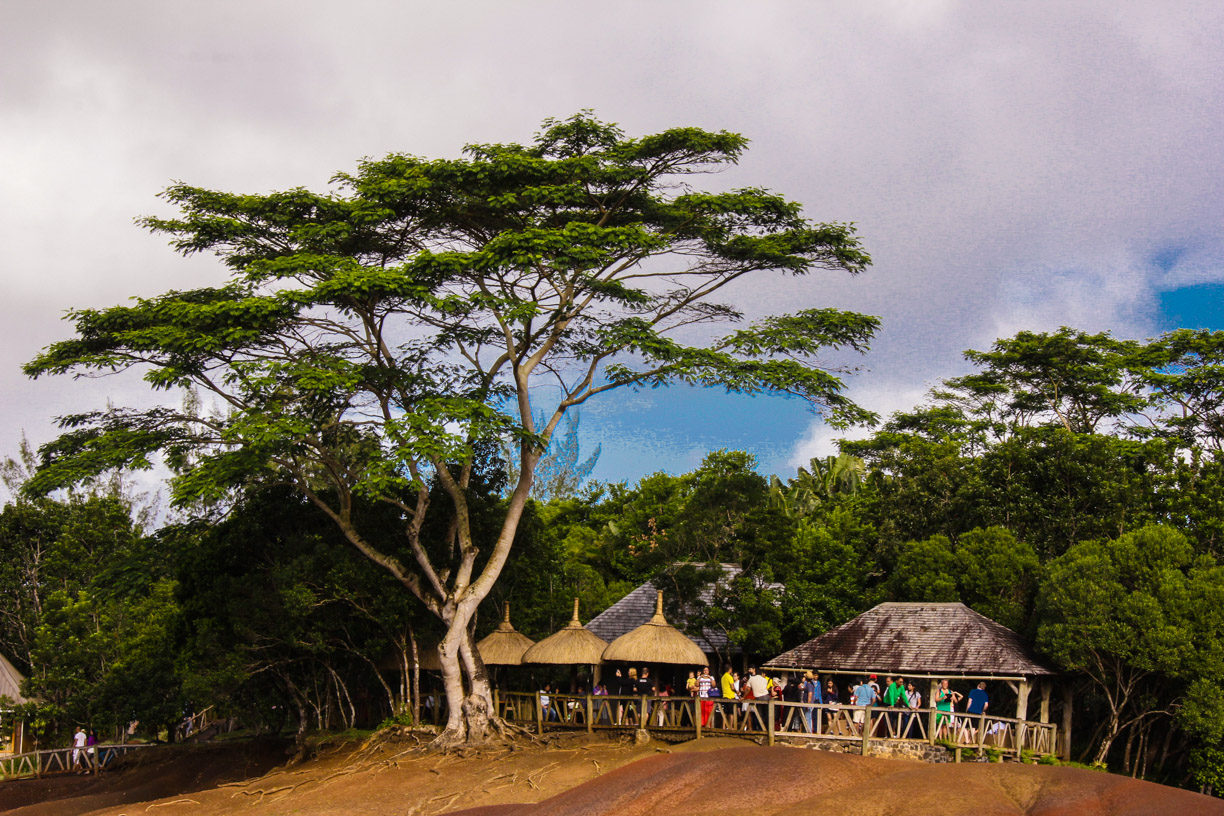
Chamarel

Zu den Naturschönheiten Chamarels gehören unter anderem die Siebenfarbige Erde, der Chamarel-Wasserfall und der Black-River-Gorges-Nationalpark. Der Ort selbst liegt wenige Kilometer von der Küste entfernt in einer Höhe von 283 Metern und gehört zum Verwaltungsbezirk Black River. Seine Umgebung ist zudem für den Anbau von Kaffee bekannt. Am Ortseingang befindet sich die Wallfahrtskirche Sankt Anna (erbaut 1876), zu der die Gläubigen an Mariä Himmelfahrt (15. August) pilgern. Später findet dann im Ort am selben Tag ein Volksfest statt.